# 電訊首科
電訊首科控股有限公司，簡稱電訊首科控股，以及電訊首科（英語：Telecom Service One Holdings Ltd，港交所：3997），於1987年由張敬石（主席）、張敬山（行政總裁）、張敬川及張敬峯兄弟創立，名為「電訊首科有限公司」。
總部位於香港新界葵涌梨木道88號達利中心18樓1805–1807室，業務主要經營維修及翻新各電子服務。
該股份在2013年5月30日於港交所創業板上市。配售股份價格為1.34港元，配售股份為3000萬股，集資額為4020萬港元，當時代碼為8145.HK。
2018年3月27日轉往主板上市。

## 連結
- tso.cc （页面存档备份，存于）